# Sergej Demidov
Sergej Demidov (ryska: Сергей Демидов), född 25 februari 1961, död november 2020. Demidov var en före detta rysk/sovjetisk landslagsspelare i handboll som sedan blev handbollstränare. 

## Spelare
Demidov spelade för  klubbarna MAI Moskva i dagens Ryssland. Han spelade sedan handboll för en Riga-klubben  Celtnieks Riga i Lettiska SSR innan familjen 1989 flyttade till Sandefjord i Norge. Han har spelat i norska eliteserien för Sandefjord TIF och Kragerø IF, där han också var tränare.  I Sandefjord blev han seriemästera och Norgemästare (vinnarna av norska cupen kallas Norgemästare i Norge). Han blev tre gånger utsedd till årets bästa spelare i Sovjetunionen.

## Tränare
Demidov tränade Kragerø IF från 1994 till 1996, och var deltagare i flera projekt i Norges Håndballforbund. Bland annat som tränare för herrarnas ungdoms- och juniorlandslag från 2000 till 2005. Han har också arbetat på topphandbollsskolan vid Sandefjord fortsättningsskola, och som sportchef vid NTG Bærum, Norges Toppidrettsgymnas. Innan sin bortgång var han i färd med att utarbeta ett träningsprogram för unga ryska idrottare.

## Personligt
Sergej Demidov var far till norska landslagsspelaren i fotboll Vadim Demidov, som 2016 spelar för Brann och svärfar till före detta häcklöparen Christina Vukičević Demidov.